# Schizonycha impressa
Schizonycha impressa är en skalbaggsart som beskrevs av Muhammad Sharif Khan och Ghai 1980. Schizonycha impressa ingår i släktet Schizonycha och familjen Melolonthidae. Inga underarter finns listade i Catalogue of Life.